# ZONE7年振りツアー「2人になりましたけど…NANIKA?」
『ZONE7年振りツアー「2人になりましたけど…NANIKA?」』（ゾーンななねんぶりツアー・ふたりになりましたけど・ナニカ）は、日本のガールズロックバンド・ZONEの8作目の映像作品。

## 内容
前作『「10年後の8月…」ZONE復活しまっSHOW!!〜同窓会だよ全員集合!〜』から約10ヶ月ぶり、ZONE最後の作品。DVD規格とBlu-ray規格の2形態で発売された。
2012年6月9日から6月24日に全国のライブハウスで敢行されたライブツアー『「2人になりましたけど・・・NANIKA?」』から東京・Zepp DiverCity公演とオフショット映像が収録されている。

## 収録映像曲
本編
1. 証
2. 夢ノカケラ…
3. 一雫
4. 僕の手紙
5. For Tomorrow
6. さらりーまん
7. ユメノカナタ
8. 太陽のKiss
メンバーは歌唱に専念したアコースティック形態で披露された。
9. アルバム
メンバーは歌唱に専念したアコースティック形態で披露された。
10. ZONEメドレー
「mind」「BeaM」「新・僕はマグマ」からなるメドレー。
11. H・A・N・A・B・I〜君がいた夏〜
12. true blue
13. 笑顔日和
14. glory colors 〜風のトビラ〜
15. secret base〜君がくれたもの〜
16. 一緒にいたかった
17. 約束〜August, 10years later〜

アンコール
1. treasure of the heart 〜キミとボクの奇跡〜
2. Arigato

ダブルアンコール
1. Once Again

## 参加ミュージシャン
ZONE
- MIYU：Vocal & Guitar
- MAIKO：Vocal & Bass

Support Member
- 小暮隼斗：Guitar
- 大山賢司：Drums
- 鶴田海生：Keyboards (#8,9)